# Macroleptura thoracica
Macroleptura thoracica là một loài bọ cánh cứng trong họ Cerambycidae.